# Hydraena nigra
Hydraena nigra är en skalbaggsart som beskrevs av Hatch 1965. Hydraena nigra ingår i släktet Hydraena och familjen vattenbrynsbaggar. Inga underarter finns listade i Catalogue of Life.